# ラングスジャパン
株式会社ラングスジャパンとは、玩具の輸入総代理店。
1987年創業。親子の心を掴むトイを海外から多数発掘して日本に広めている。
遊びながら身体を鍛えられるスポーツトイを中心に、自社製品へと幅が広がっている。

## 主な商品
- 1987年 ブーメランの販売からスタート
- 2009年 プラズマカーの販売開始
- 2010年 リップスティックの販売開始
- 2013年 キネティックサンドの販売開始
- 2016年 マイドリームパピーの販売開始

### 広報資料・プレスリリースなど一次資料
- ラングスジャパン-企業情報